# Aleš Križan
Aleš Križan (ur. 25 lipca 1971 w Mariborze) – piłkarz słoweński grający na pozycji bocznego obrońcy. W swojej karierze rozegrał 25 meczów w reprezentacji Słowenii.

## Kariera klubowa
Karierę piłkarską Križan rozpoczął w klubie NK Rudar Velenje. W 1990 roku awansował do kadry pierwszego zespołu i w sezonie 1990/1991 zadebiutował w jego barwach w drugiej lidze jugosłowiańskiej. W 1991 roku przeszedł do Mariboru Branik. W Mariborze grał do końca sezonu 1996/1997. Z klubem tym wywalczył mistrzostwo kraju (1997), trzykrotnie wicemistrzostwo (1992, 1993, 1995) i trzykrotnie Puchar Słowenii (1992, 1994, 1997).
W 1997 roku Križan został piłkarzem angielskiego Barnsley. W sezonie 1997/1998 rozegrał 12 meczów w Premier League, jednak Barnsley spadło do Division One. Przez kolejne 2 lata Słoweniec zagrał 1 raz w barwach Barnsley.
W 2000 roku Križan wrócił do Słowenii i w sezonie 2000/2001 grał w Mariborze. Został z nim wówczas mistrzem kraju, a po sezonie odszedł do drugoligowego Korotanu Prevalje. W 2002 roku zakończył karierę.
| Sezon   | Klub                    | Kraj       | Rozgrywki      | Mecze | Bramki |
| ------- | ----------------------- | ---------- | -------------- | ----- | ------ |
| 1990/91 | NK Rudar Velenje        | Jugosławia | II. liga       | ?     | ?      |
| 1991/92 | Maribor Branik          | Słowenia   | 1. SNL         | 35    | 0      |
| 1992/93 | Maribor Branik          | Słowenia   | 1. SNL         | 34    | 0      |
| 1993/94 | Maribor Branik          | Słowenia   | 1. SNL         | 28    | 0      |
| 1994/95 | Maribor Branik          | Słowenia   | 1. SNL         | 29    | 0      |
| 1995/96 | Maribor Branik          | Słowenia   | 1. SNL         | 33    | 0      |
| 1996/97 | Maribor Branik          | Słowenia   | 1. SNL         | 35    | 0      |
| 1997/98 | Barnsley                | Anglia     | Premier League | 12    | 0      |
| 1998/99 | Barnsley                | Anglia     | Division One   | 1     | 0      |
| 1999/00 | Barnsley                | Anglia     | Division One   | 0     | 0      |
| 2000/01 | Maribor Pivovarna Laško | Słowenia   | 1. SNL         | 30    | 1      |
| 2001/02 | Korotan Prevalje        | Słowenia   | 2. SNL         | 15    | 1      |

## Kariera reprezentacyjna
W reprezentacji Słowenii Križan zadebiutował 18 listopada 1992 roku w zremisowanym 1:1 towarzyskim meczu z Cyprem. W swojej karierze grał w eliminacjach do Euro 96 i MŚ 1998. W kadrze narodowej od 1992 do 1998 roku rozegrał 25 meczów.